# Struthanthus vulgaris
Struthanthus vulgaris là một loài thực vật có hoa trong họ Loranthaceae. Loài này được (Vell.) Mart. miêu tả khoa học đầu tiên năm 1841.